# Karl Ignaz Hummel
Karl Ignaz Hummel (ur. 9 marca 1898 w Oberwil, zm. 20 stycznia 1954 w Schwäbisch Hall) – szwajcarski oszust, rzekomy Oskar Daubmann, ostatni jeniec I wojny światowej.

## Życiorys
Od jedenastego roku życia żył z drobnych kradzieży oraz oszustw, mimo że wyuczył się zawodu krawca. W latach 1927–1932 mieszkał w domu przy Teichstrasse 5 w Hausen. Nigdzie nie pracował. Ożenił się z Niemką, Krescentią, ale w 1932 porzucił ją w ciąży z zamiarem wstąpienia do Legii Cudzoziemskiej. Na wyprawę udał się rowerem, jednak po dotarciu do Neapolu zrewidował plany i postanowił zawrócić. Nie dysponował już jednak żadnymi środkami finansowymi, w związku z czym postanowił podszyć się pod poznanego w latach szkolnych Oskara Daubmanna, z którym kolegował się kiedyś w Endingen am Kaiserstuhl.
Daubmann był synem lokalnych rolników, Ludwiga i Rosy, który według informacji wojsk niemieckich zginął 21 października 1916 w bojach I wojny światowej pod Grandcourt we Francji (Somma). Hummel wystosował do jego rodziców list z Palermo, który zadatował na 17 maja 1932. Pisał w nim (już jako Daubmann), że w 1916 został ciężko ranny bagnetem oraz wzięty przez Francuzów do niewoli. Był leczony w Amiens przez dwanaście tygodni, a następnie przewieziony do Afryki i tam umieszczony w miejscu odosobnienia. Miał chorować, a po wyzdrowieniu, w trakcie próby ucieczki, ranić strażnika, za co trafił na dwadzieścia lat do więzienia. Przetransportowano go jakoby statkiem z Marsylii do Algierii i uwięziono w Konstantynie, gdzie cierpiał od upałów i braku wody. Pracował tam rzekomo w szwalni.
Bardzo szybko temat odnalezienia się Daubmanna podchwyciła niemiecka prasa, która opublikowała jego list. Okrzyknięto go Ostatnim jeńcem I wojny światowej. Jego popularność rosła i gdy 29 maja 1932 powrócił do „rodzinnego” Endingen, witały go owacyjnie tłumy mieszkańców w liczbie 15 000 osób. Nawet rodzice rozpoznali w nim syna, mimo że miał inny kolor oczu niż autentyczny Daubmann. Oficjalnie, telegramem, powitał go przewodniczący Landtagu, a prezydent Paul von Hindenburg osobiście postanowił zabezpieczyć mu przyszłość. Pisarz Anton Fendrich napisał panegiryk na cześć jego bohaterstwa. Joseph Goebbels, na łamach Der Angriff, groził Francji wojną odwetową, a wielu polityków domagało się międzynarodowego potępienia działań Francuzów.
Dawny zwierzchnik Daubmanna, oficer z Sigmaringen, Anton Bumiller, bardzo szybko zorientował się w mistyfikacji, jednak nie zgłosił tego nikomu, a zamiast tego zaproponował Hummelowi współpracę. Obaj zarabiali na organizacji spotkań, prelekcji i masówek, często o wydźwięku narodowosocjalistycznym (za jedną pobierali minimum dwieście marek). Do sprzedaży skierowano pamiątki, pocztówki i gadżety, a także biografię domniemanego Daubmanna.
W miarę wzrostu popularności wykreowanej postaci, podnosiło się coraz więcej głosów zgłaszających wątpliwości, co do jej faktycznej tożsamości. Zwłaszcza koledzy szkolni wskazywali na inny kolor oczu „nowego” Daubmanna (szarozielone zamiast brązowych). Refleksję wzbudzał też brak blizny na twarzy od śrutu, którą miał prawdziwy Daubmann. Głosy te jednak nie były początkowo brane pod uwagę na fali antyfrancuskiej, narodowosocjalistycznej euforii, jaka zapanowała w Niemczech. Ostatecznie jednak rząd niemiecki wystosował do Francuzów list z prośbą o opisanie losów Daubmanna w niewoli. 5 września 1932 Francuzi odpowiedzieli notą, w której poinformowali, że po przeszukaniu archiwów wojskowych i penitencjarnych w Lyonie, Amiens, Rouen, Awinionie oraz Marsylii nie natrafili na jakikolwiek ślad Oskara Daubmanna. Umieszczenie więźnia w Afryce stałoby w sprzeczności z francuską praktyką penitencjarną. Wszystkie te informacje wskazywały, według Francuzów, na mistyfikację. Niemiecki konsul w Tunisie wskazał też na nieścisłość w informacjach podawanych przez Hummela, mianowicie żywienie się podczas ucieczki na pustyni mlekiem palm kokosowych, które w tej części świata nie rosną.
Ostatecznie policja z Karlsruhe wydelegowała do Endingen urzędnika oraz lekarza sądowego. Ten drugi stwierdził, że rzekomy Daubmann nie posiada żadnej blizny po rzekomym cięciu bagnetem nad Sommą, a jedynie zupełnie inaczej wyglądającą bliznę po operacji żołądka. Poinformował o tym władze w tajnym liście. W tej sytuacji zarządzono zbadanie tożsamości za pomocą daktyloskopii, w wyniku czego rozpoznano Karla Ignaza Hummela. Został on zatrzymany przez policję 11 października 1932.
Rząd niemiecki (była to jeszcze Republika Weimarska) wystosował ustne przeprosiny względem Francji, a także podziękował za pomoc w wykryciu mistyfikacji. Naziści przyjęli postawę przemilczenia (narazili się na blamaż), a Hitler uznał przypadek za jednostronną manipulację. 12 stycznia 1933 Sąd Okręgowy we Fryburgu Bryzgowijskim skazał Hummela na 2,5 roku więzienia za fałszerstwo, używanie cudzej tożsamości oraz oszustwo. Po odbyciu kary, w 1935, został przeniesiony przez SS do innego więzienia. Oswobodzili go dopiero Amerykanie w 1945. W 1946 ożenił się z Liną Haussmann (wdową). Zmarł we własnym domu przy Schlossergasse 1 na terenie Schwäbisch Hall.